# Ешпіунка
Ешпіу́нка (порт. Espiunca; МФА: [ʃ.pi.ˈũ.kɐ]) — колишня парафія в Португалії, в муніципалітеті Арока. Перебувала у складі округу Авейру.  Входила до регіону Північ. За старим адміністративним поділом, що був чинним до 1976 року, територія парафії належала провінції Берегове Дору.  Ліквідована 28 січня 2013 року. Увійшла до складу парафії Канелаш і Ешпіунка. Площа парафії — 14,68 км², населення — 382 ос. (2011), густота населення — 26,02 осіб/км²
. Патрон — святий Мартин. Поштовий індекс — 4540. Код  — 010410.

## Географія

Арока (2013)
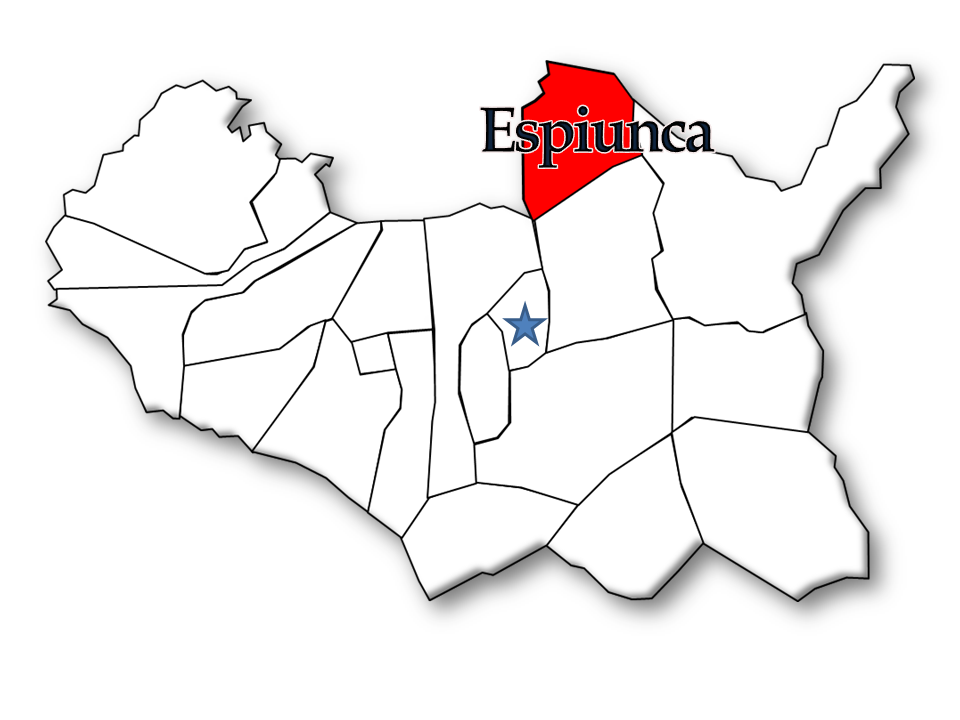
Ешпіунка

## Населення
| Кількість мешканців | Кількість мешканців | Кількість мешканців | Кількість мешканців | Кількість мешканців | Кількість мешканців | Кількість мешканців | Кількість мешканців | Кількість мешканців | Кількість мешканців | Кількість мешканців | Кількість мешканців | Кількість мешканців | Кількість мешканців | Кількість мешканців |
| ------------------- | ------------------- | ------------------- | ------------------- | ------------------- | ------------------- | ------------------- | ------------------- | ------------------- | ------------------- | ------------------- | ------------------- | ------------------- | ------------------- | ------------------- |
| 1864                | 1878                | 1890                | 1900                | 1911                | 1920                | 1930                | 1940                | 1950                | 1960                | 1970                | 1981                | 1991                | 2001                | 2011                |
| 493                 | 481                 | 489                 | 521                 | 589                 | 658                 | 656                 | 748                 | 836                 | 766                 | 644                 | 593                 | 545                 | 477                 | 382                 |